# Kenny Burrell
Kenneth Earl "Kenny" Burrell (31 de julio de 1931) es un músico de jazz estadounidense, conocido mundialmente por sus colaboraciones como guitarrista de Jimmy Smith.

## Breve biografía
Burrell nació en Detroit, Míchigan en el seno de una familia de tradición musical. Comenzó a tocar la guitarra a la edad de 12 años. Sus principales influencias como guitarrista han sido Charlie Christian, Django Reinhardt y Wes Montgomery. Siendo un estudiante en Wayne State University, hizo su debut grabando como miembro del sexteto de Dizzy Gillespie en 1951. Participó en una gira con Oscar Peterson tras graduarse en 1955. Después se trasladó a vivir a New York en 1956.

## Colaboraciones
Aunque ha liderado su propio grupo desde 1951 y grabado aclamados álbumes, también ha sido acompañante y músico de sesión, tanto en directo como en grabaciones de destacados músicos de jazz, como Dizzy Gillespie, Oscar Peterson, Benny Goodman, Jimmy Smith, Stan Getz, Gil Evans, Chet Baker, Gene Ammons, Donald Byrd, Ron Carter, Paul Chambers, Nat "King" Cole, John Coltrane, Bill Evans, Red Garland, Herbie Hancock, Coleman Hawkins, Joe Henderson, Billie Holiday, Milt Jackson, Elvin Jones, Etta Jones, Jackie McLean, Hank Mobley, Wes Montgomery, Sonny Rollins, Clark Terry, Cal Tjader, Stanley Turrentine, Sarah Vaughan, Mal Waldron, Cedar Walton, Dinah Washington, entre otros.

## Discografía selecta

### Como Líder
- Introducing Kenny Burrell (1956), Blue Note
- All Day Long (1957), Prestige
- Kenny Burrell and John Coltrane (1958), Prestige
- Blue Lights (1958), Blue Note
- On View At The Five Spot Cafe (1959), Blue Note
- Bluesy Burrell (1962), Moodsville
- Midnight Blue (1963), Blue Note
- Guitar Forms (1964), Verve
- Have Yourself a Soulful Little Christmas (1967), Cadet
- God Bless the Child (1971), CTI
- ‘Round Midnight (1972), Fantasy
- Ellington Is Forever (1975-77), Fantasy
- 12-15-78 (1999), 32 Jazz
- Lucky So and So (2001), Concord Jazz